# Hyundai Equus
Hyundai Equus – samochód osobowy klasy luksusowej produkowany pod południowokoreańską marką Hyundai w latach 1999–2016.

## Pierwsza generacja

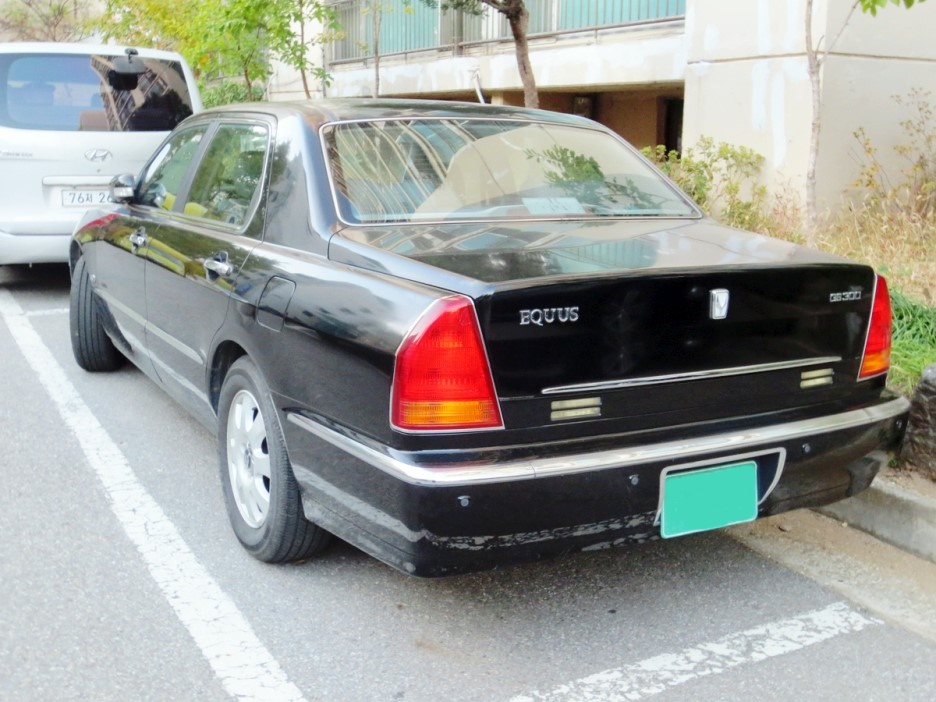
Hyundai Equus I – tył

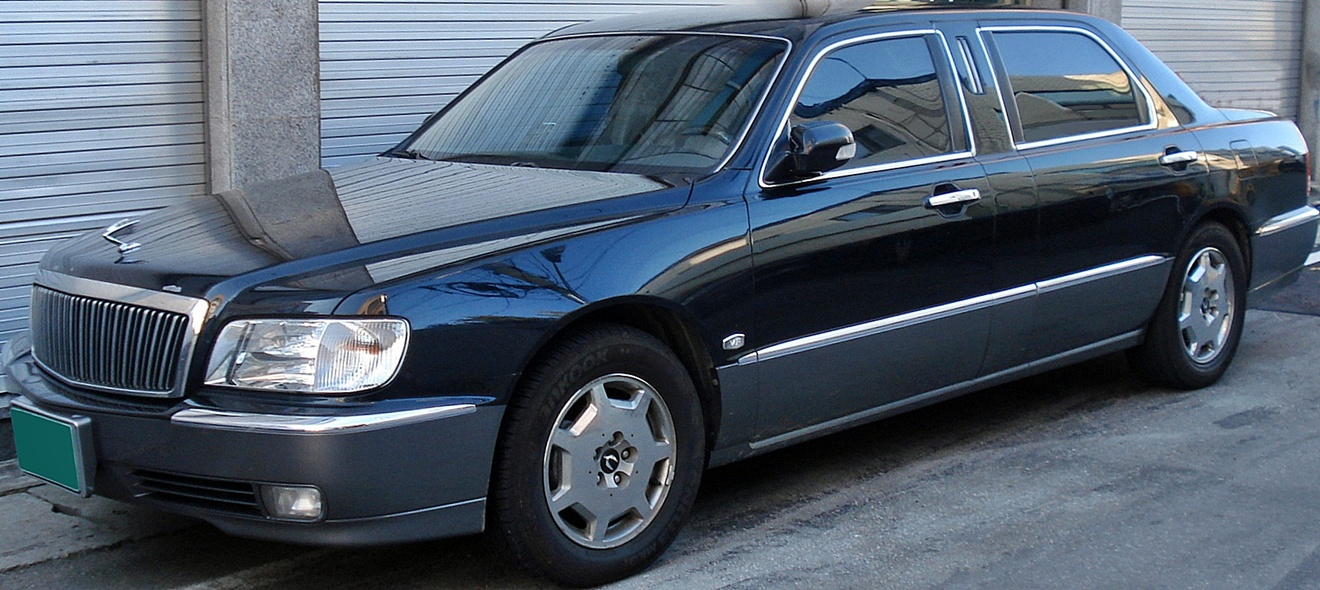
Hyundai Equus I Limousine

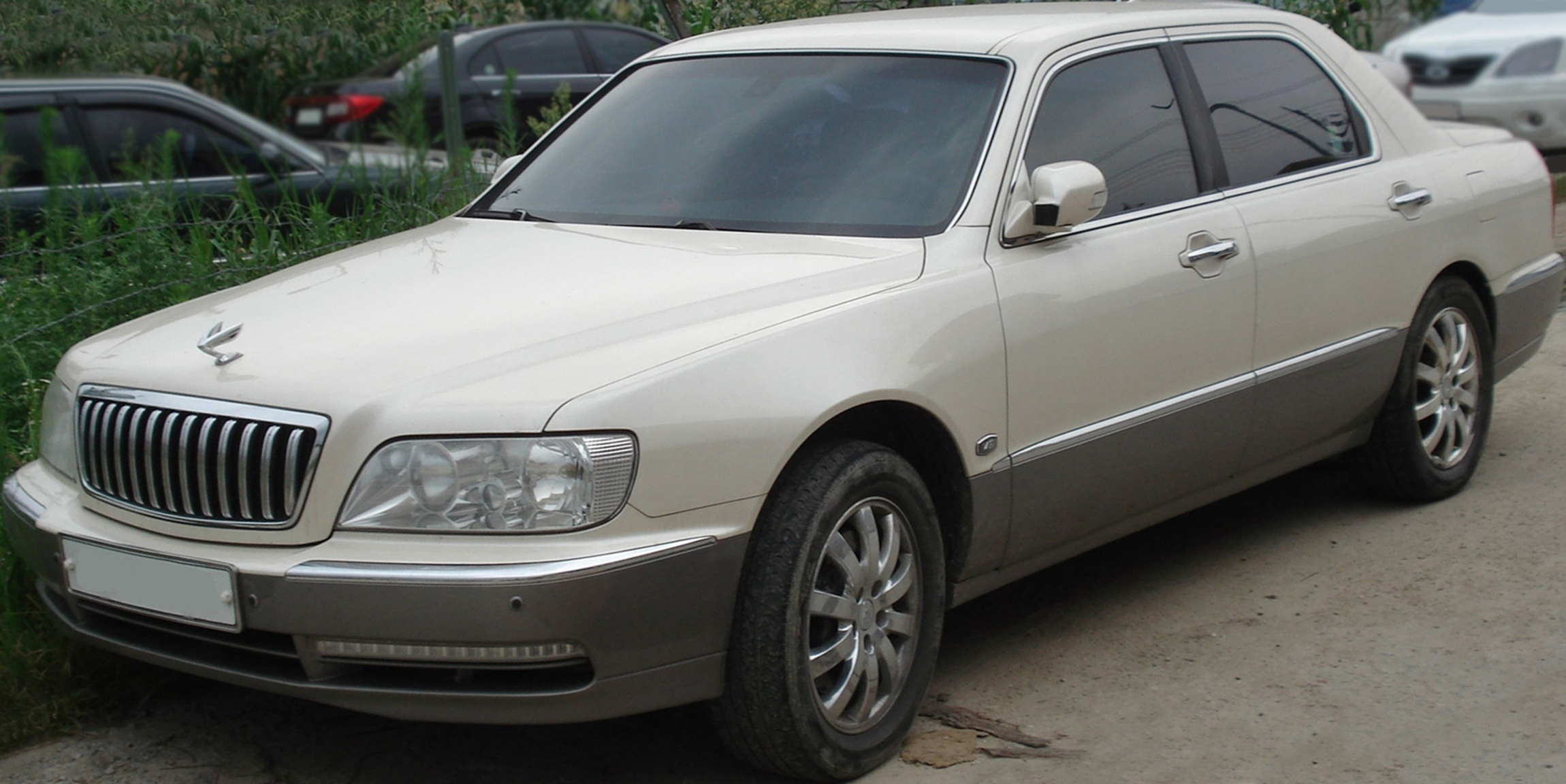
Hyundai Equus I po liftingu

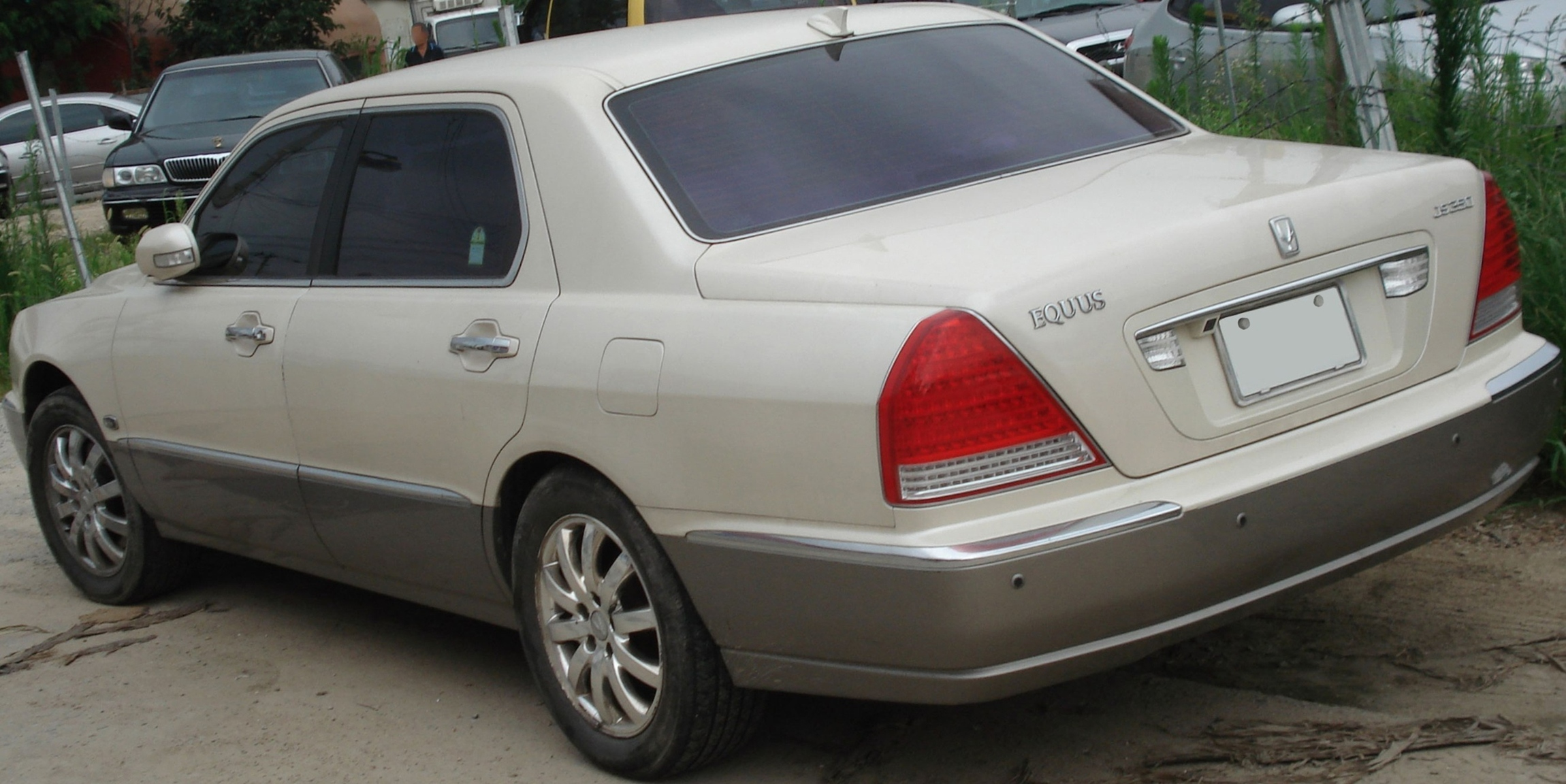
Hyundai Equus I – tył po liftingu

Hyundai Equus I został zaprezentowany po raz pierwszy w 1999 roku.
Limuzyna Equus pojawiła się w ofercie Hyundaia jako najbardziej luksusowy i największy, sztandarowy model w gamie produktów w postaci 4-drzwiowej limuzyny. Samochód powstał głównie jako odpowiedź na podobne pojazdy europejskich marek premium jak BMW czy Mercedes-Benz, które poza inną rodzimą konstrukcją SsangYong Chairman dotychczas dominowały rynek luksusowych samochodów w Korei Południowej. Nazwa topowej limuzyny Hyundaia pochodzi od łacińskiego słowa equus, które po polsku oznacza konia.
Pierwsza generacja pojazdu powstała w ramach partnerstwa z Mitsubishi, stanowiąc bliźniaczą odmianę dla zbudowanych z myślą o japońskim rynku modeli Dignity i Proudia. Gamę jednostek napędowych utworzyły silniki V6 konstrukcji zarówno południowokoreańskiej, jak i japońskiej.
Pod kątem wizualnym Hyundai Equus charakteryzował się masywną sylwetką z dużymi, prostokątnymi reflektorami, rozległą atrapą chłodnicy pokrytą chromem, a także wysoko poprowadzoną linią szyb i licznymi chromowanymi listwami.
Rok po debiucie pierwszej generacji Equusa, producent uzupełnił gamę pojazdu o przedłużoną odmianę Equus Limousine. Samochód otrzymał charakterystyczny, większy odstęp między przednimi a tylnymi rzędami siedzeń, a także większą przestrzeń dla osób przewożonych na tylnym rzędzie siedzeń.

### Lifting
W 2003 roku Hyundai Equus I przeszedł obszerną restylizację nadwozia. Przyniosła ona charakterystyczne, podłużne kierunkowskazy w przednich zderzakach, a także nowy wygląd tylnej części nadwozia. Otrzymała ona szersze, ścięte pod innym kątem reflektory z białymi kloszami kierunkowskazów, a także przeniesioną na klapę bagażnika przestrzeń na tablicę rejestracyjną.

### Sprzedaż
Hyundai Equus pierwszej generacji powstał z myślą o wewnętrznym rynku Korei Południowej, trafiając również do sprzedaży na rynku chińskim, a także na Bliski Wschód pod nazwą Hyundai Centennial. Pod taką samą nazwą zdecydowano się w 2001 roku zaoferować limitowaną pulę egzemplarzy także w wybranych państwach Europy Zachodniej.

### Silnik
- V6 3.0l Sigma
- V6 3.3l Lambda
- V6 3.5l Sigma
- V6 3.8l Lambda
- V8 4.5l Mitsubishi GDI
- V8 4.5l Mitsubishi MPI

## Druga generacja

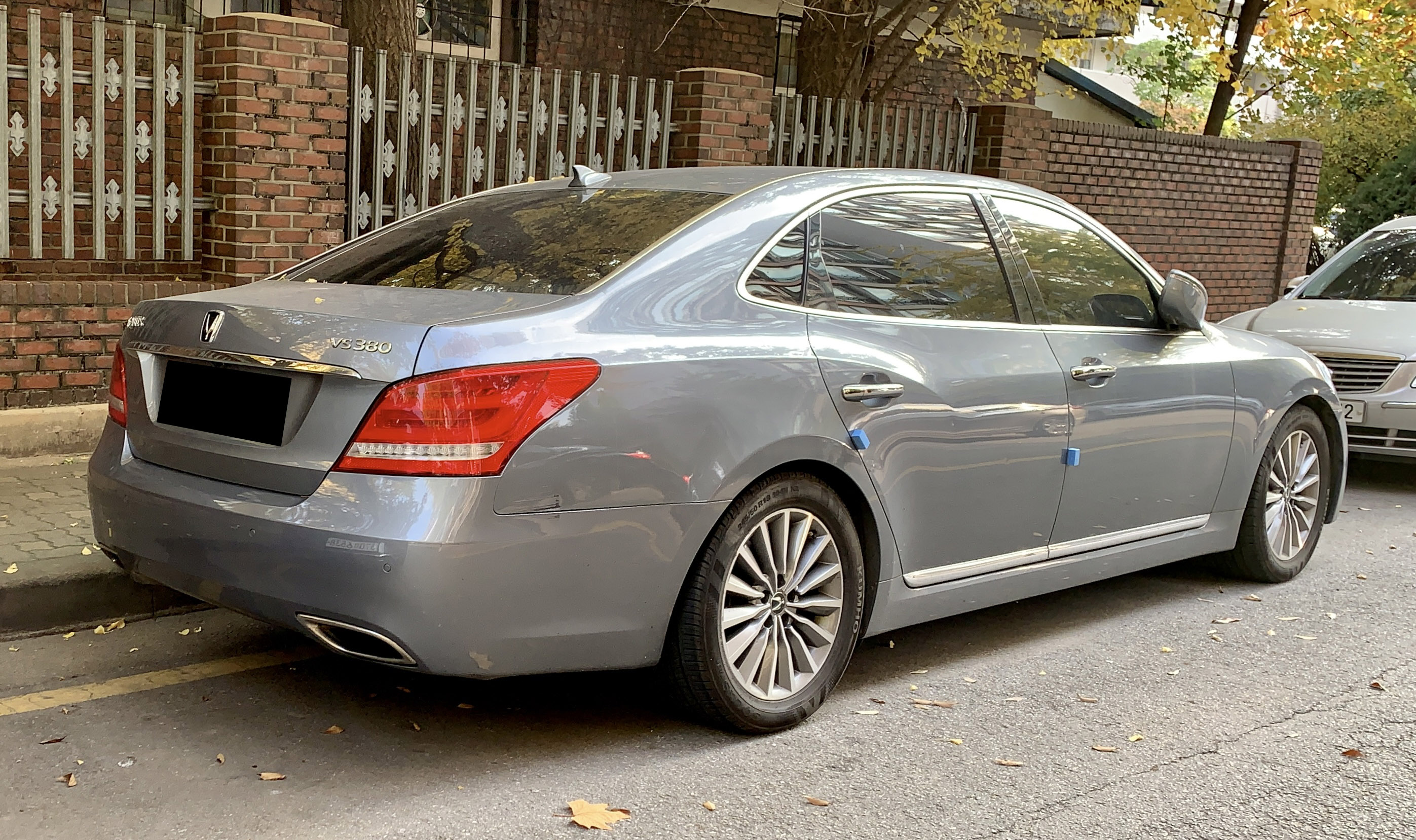
Hyundai Equus II – tył

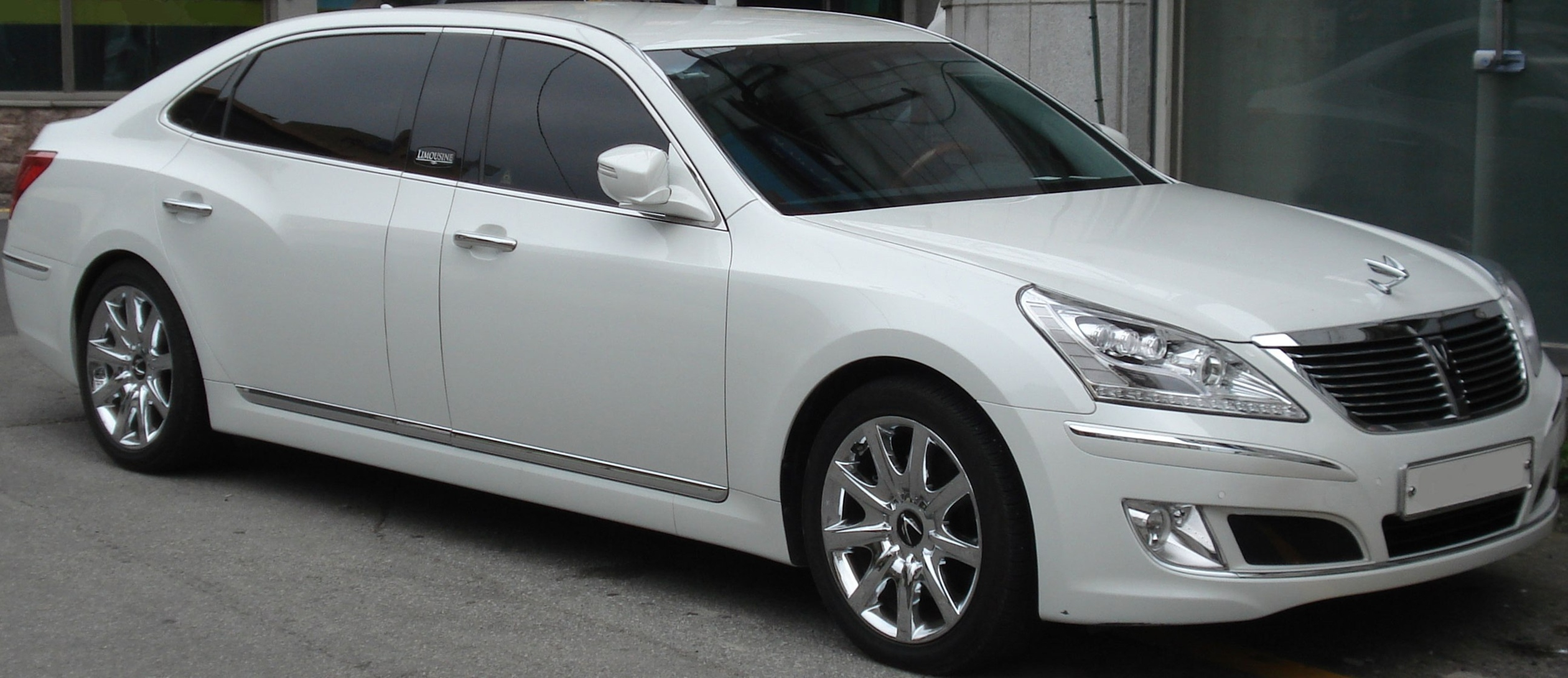
Hyundai Equus II Limousine

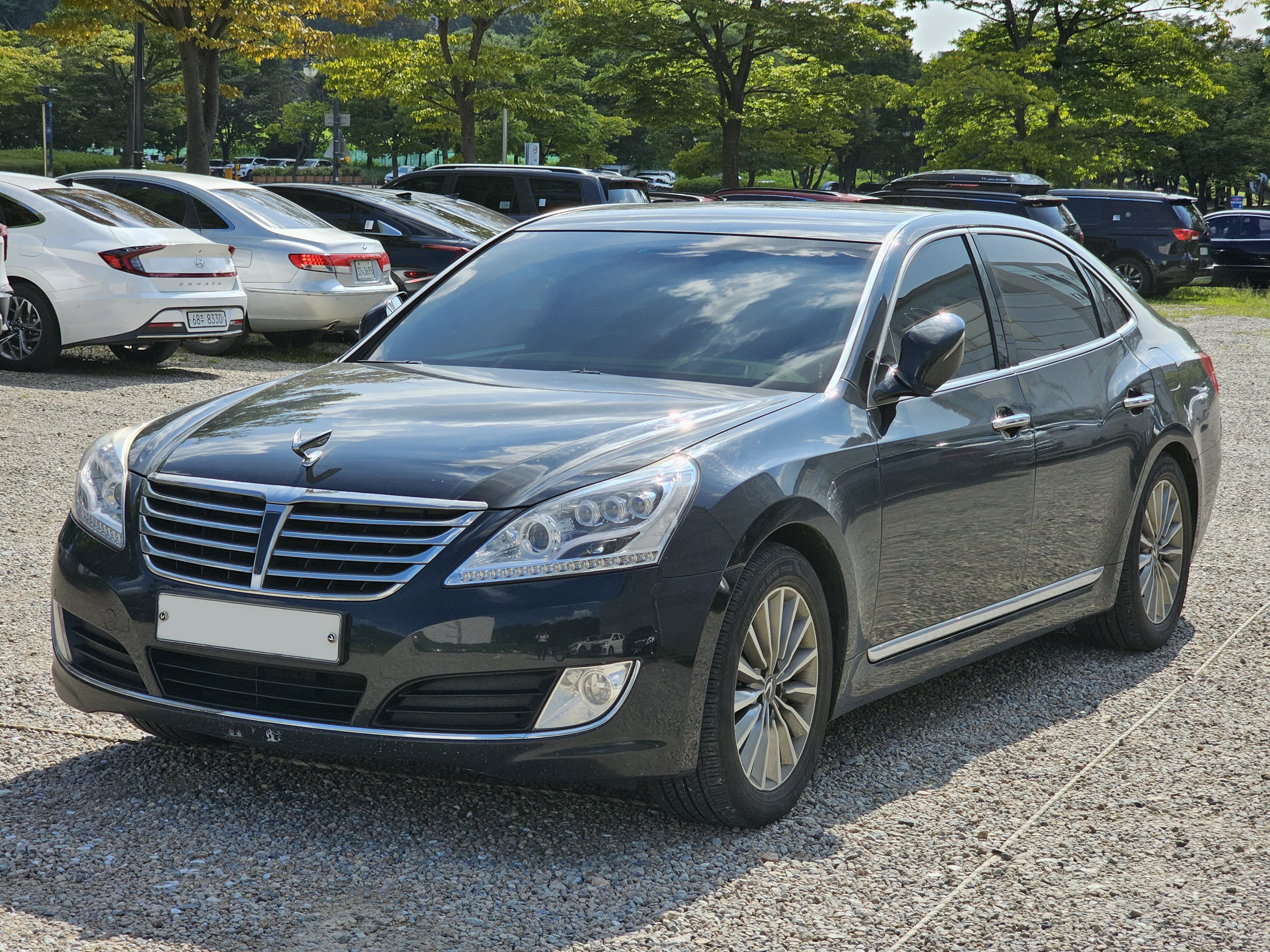
Hyundai Equus II po liftingu

Hyundai Equus II został zaprezentowany po raz pierwszy w 2009 roku.
Po dekadzie rynkowej obecności, Hyundai zdecydował się opracować drugą generację Equusa jako zupełnie nową konstrukcję, tym razem samodzielnie z wykorzystaniem własnej platformy i z przeniesieniem napędu nie na przednią, lecz tylną oś. Samochód stał się znacznie większy i masywniejszy, zyskując bardziej obłą i agresywną stylizację na czele z dużymi, szpiczastymi reflektorami i większą, chromowaną atrapą chłodnicy. Samochód zachował unikalne dla modelu logo.
W samochodzie zamontowano nowoczesne systemy bezpieczeństwa, jak m.in. pierwszy na świecie system ostrzegania przed opuszczeniem pasa ruchów samochodów. Ponadto, wyposażenie utworzyło także 9 poduszek powietrznych, system stabilizacji jazdy, elektroniczny hamulec postojowy, aktywne elektroniczne zagłówki, inteligentny tempomat, system napinania pasów. Opancerzona, najbardziej luksusowa wersja auta używana była przez prezydenta Korei Południowej.
Rok po debiucie drugiej generacji Equusa, gama topowego modelu Hyundaia została uzupełniona także o przedłużony wariant Equus Limousine. Charakteryzował się on przestronniejszym tylnym rzędem siedzeń z siedziskami umożliwiającymi elektryczną regulację kątu nachylenia.

### Lifting
W grudniu 2012 roku Hyundai Equus drugiej generacji przeszedł drobną restylizację. Samochód zyskał zmodyfikowane reflektory wykonane w technologii LED, a także zmodyfikowany układ poprzeczek na atrapie chłodnicy. W kabinie pasażerskiej zdecydowano się na kosmetyczne zmiany w wyglądzie deski rozdzielczej, a także wzbogacono ją o wyświetlacz HUD wskazujący kierowcy podstawowe funkcje komputera pokładowego. Wzbogacone zostało także standardowe wyposażenie pojazdu bezpieczeństwa, a konstrukcja zawieszenia została przeprojektowana.

### Sprzedaż
W porównaniu do poprzednika, druga generacja Hyundaia Equusa stała się samochodem o znacznie szerszym zasięgu rynkowym. Poza dotychczasowym rynkiem Korei Południowej i Chin, samochód trafił do oficjalnej sprzedaży także w Ameryce Północnej, Rosji oraz na rynkach Ameryki Południowej. Podobnie jak w przypadku poprzednika, pod nazwą Hyundai Centennial limuzyna była sprzedawana także na Bliskim Wschodzie. Hyundai nie zdecydował się wprowadzić drugiej generacji Equusa do sprzedaży w Europie.
Trzecia generacja Hyundaia Equusa miała pierwotnie zadebiutować w 2016 roku, jednak ostatecznie zasiliła ona gamę nowej, oddzielnej luksusowej marki koncernu Hyundaia, Genesis jako Genesis G90.

### Dane techniczne
| Equus VS 380           | V6 3,8 l (3778 cm³), DOHC | MPi | 96 × 87 mm | 10,4:1 | 290 KM (213 kW) przy 6200 obr./min   | 358 N·m przy 4500 obr./min | 6,9 s | b.d.     | 6-biegowa automatyczna | 14,9 l/100 km | Korea Południowa       |
| Centennial 3.8         | V6 3,8 l (3778 cm³), DOHC | MPi | 96 × 87 mm | 10,4:1 | 290 KM (213 kW) przy 6200 obr./min   | 358 N·m przy 4500 obr./min | 7,1 s | 240 km/h | 8-biegowa automatyczna | 15,1 l/100 km | Azja                   |
| Centennial 3.8 GDI     | V6 3,8 l (3778 cm³), DOHC | GDi | 96 × 87 mm | 11,5:1 | 334 KM (245,5 kW) przy 6400 obr./min | 395 N·m przy 5100 obr./min | 6,3 s | 240 km/h | 8-biegowa automatyczna | 14,0 l/100 km | Azja                   |
| Equus VS 460           | V8 4,6 l (4627 cm³), DOHC | MPi | 92 × 87 mm | 10,4:1 | 366 KM (269 kW) przy 6500 obr./min   | 439 N·m przy 3500 obr./min | 6,4 s | b.d      | 6-biegowa automatyczna | 16,1 l/100 km | Korea Południowa       |
| Centennial 4.6         | V8 4,6 l (4627 cm³), DOHC | MPi | 92 × 87 mm | 10,4:1 | 366 KM (269 kW) przy 6500 obr./min   | 439 N·m przy 3500 obr./min | 5,8 s | 240 km/h | 8-biegowa automatyczna | 16,5 l/100 km | Azja                   |
| Equus Signature        | V8 4,6 l (4627 cm³), DOHC | MPi | 92 × 87 mm | 10,4:1 | 390 KM (287 kW) przy 6500 obr./min   | 452 N·m przy 3500 obr./min | 6,1 s | b.d      | 6-biegowa automatyczna | 16,3 l/100 km | Ameryka Północna       |
| Equus Ultimate         | V8 4,6 l (4627 cm³), DOHC | MPi | 92 × 87 mm | 10,4:1 | 390 KM (287 kW) przy 6500 obr./min   | 452 N·m przy 3500 obr./min | 6,2 s | b.d      | 6-biegowa automatyczna | 16,3 l/100 km | Ameryka Północna       |
| Centennial 5.0 GDI     | V8 5,0 l (5038 cm³), DOHC | GDi | 96 × 87 mm | 11,5:1 | 430 KM (316 kW) przy 6400 obr./min   | 510 N·m przy 5000 obr./min | 5,4 s | 240 km/h | 8-biegowa automatyczna | 16,2 l/100 km | Azja                   |
| Equus Ultimate         | V8 5,0 l (5038 cm³), DOHC | GDi | 96 × 87 mm | 11,5:1 | 435 KM (320 kW) przy 6400 obr./min   | 510 N·m przy 5000 obr./min | 5,1 s | b.d      | 8-biegowa automatyczna | 16,1 l/100 km | Ameryka Północna       |
| Equus Signature        | V8 5,0 l (5038 cm³), DOHC | GDi | 96 × 87 mm | 11,5:1 | 435 KM (320 kW) przy 6400 obr./min   | 510 N·m przy 5000 obr./min | 5,0 s | b.d      | 8-biegowa automatyczna | 16,1 l/100 km | Ameryka Północna       |
| Equus Ultimate         | V8 5,0 l (5038 cm³), DOHC | GDi | 96 × 87 mm | 11,5:1 | 435 KM (320 kW) przy 6400 obr./min   | 510 N·m przy 5000 obr./min | 5,1 s | b.d      | 8-biegowa automatyczna | 16,1 l/100 km | Ameryka Północna       |
| Equus Signature        | V8 5,0 l (5038 cm³), DOHC | GDi | 96 × 87 mm | 11,5:1 | 435 KM (320 kW) przy 6400 obr./min   | 510 N·m przy 5000 obr./min | 5,1 s | b.d      | 6-biegowa automatyczna | 16,1 l/100 km | Ameryka Północna       |
| Equus Limousine VL 380 | V6 3,8 l (3778 cm³), DOHC | MPi | 96 × 87 mm | 10,4:1 | 290 KM (213 kW) przy 6200 obr./min   | 358 N·m przy 4500 obr./min | 7,6 s | b.d      | 6-biegowa automatyczna | 15,0 l/100 km | Azja, Korea Południowa |
| Equus Limousine VL 500 | V8 5,0 l (5038 cm³), DOHC | MPi | 96 × 87 mm | 10,4:1 | 400 KM (294 kW) przy 6400 obr./min   | 500 N·m przy 3500 obr./min | 6,0 s | b.d      | 6-biegowa automatyczna | 17,4 l/100 km | Azja, Korea Południowa |